# Hemihyalea hampsoni
Hemihyalea hampsoni là một loài bướm đêm thuộc phân họ Arctiinae, họ Erebidae.